# Records de Grèce d'athlétisme

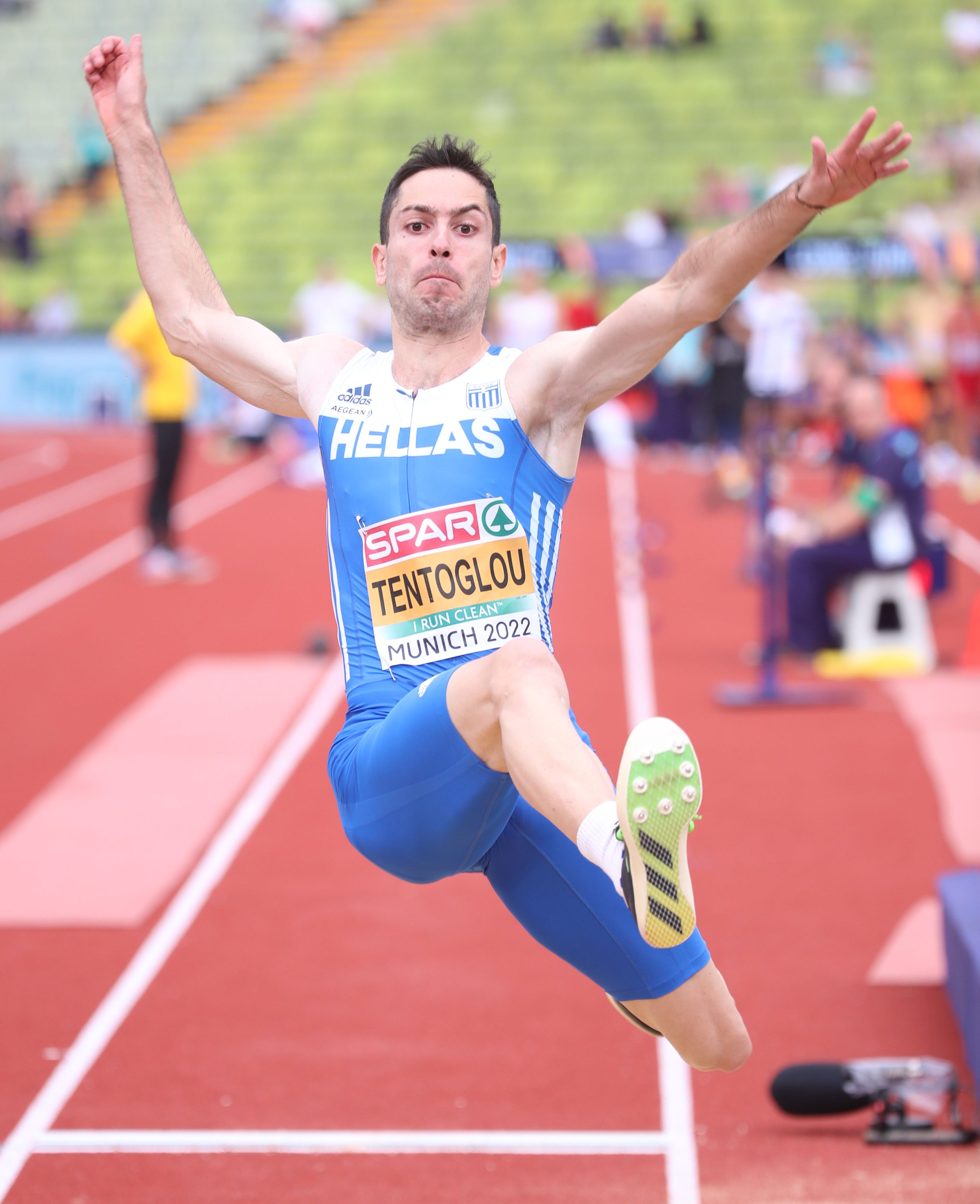
Miltiádis Tentóglou, champion olympique du saut en longueur.

Les records de Grèce d'athlétisme sont les meilleures performances réalisées par des athlètes grecs et homologuées par l'Association hellénique d'athlétisme amateur (SEGAS).
La SEGAS admet les records nationaux absolus lorsqu'ils sont réalisés indifféremment en plein air ou en salle.

## Records de Grèce

### Hommes
| Épreuve              | Record | Athlète                                                                                            | Date              | Compétition                                        | Lieu           | Réf.   |
| -------------------- | --- | -------------------------------------------------------------------------------------------------- | ----------------- | -------------------------------------------------- | -------------- | ------ |
| 100 m                | 10 s 11 (+1,4 m/s) | Ángelos Pavlakákis                                                                                 | 2 août 1997       | Championnats du monde                              | Athènes        |        |
| 200 m                | 19 s 85 (-0,5 m/s) | Konstantínos Kentéris                                                                              | 9 août 2002       | Championnats d'Europe                              | Munich         |        |
| 400 m                | 45 s 11 | Dimitrios Regas                                                                                    | 16 septembre 2006 | Coupe du monde des nations                         | Athènes        |        |
| 800 m                | 1 min 45 s 00 | Panayiotis Stroubakos                                                                              | 13 août 1997      | Weltklasse Zürich                                  | Zurich         |        |
| 1 500 m              | 3 min 36 s 74 | Panayiotis Stroubakos                                                                              | 24 août 1997      | Meeting ASV                                        | Cologne        |        |
| 3 000 m              | 7 min 44 s 26 | Panayiotis Papoulias                                                                               | 12 juillet 1996   |                                                    | Bellinzona     |        |
| 5 000 m              | 13 min 28 s 59 | Panayiotis Papoulias                                                                               | 11 juin 1995      | Coupe d'Europe des nations First League            | Turku          |        |
| 10 000 m             | 28 min 7 s 17 | Spyros Andriopoulos                                                                                | 30 août 1987      | Championnats du monde                              | Rome           |        |
| Semi-marathon        | 1 h 3 min 04 s | Spyros Andriopoulos                                                                                | 18 décembre 1988  |                                                    | Palerme        |        |
| Marathon             | 2 h 12 min 04 s | Spyros Andriopoulos                                                                                | 9 octobre 1988    | Marathon de Berlin                                 | Berlin         |        |
| 110 mètres haies     | 13 s 33 (-1,2 m/s) | Konstadinos Douvalidis                                                                             | 7 juillet 2015    | Mémorial István-Gyulai                             | Székesfehérvár | [ 2 ]  |
| 400 mètres haies     | 47 s 82 | Periklis Iakovakis                                                                                 | 6 mai 2006        | Osaka Grand Prix                                   | Osaka          | [ 3 ]  |
| 3 000 m steeple      | 8 min 24 s 01 | Philippos Philippou                                                                                | 15 septembre 1983 | Jeux méditerranéens                                | Casablanca     |        |
| Saut en hauteur      | 2,36 m | Labros Papakostas                                                                                  | 21 juillet 1992   | Championnats de Grèce                              | Athènes        |        |
| Saut à la perche     | 6,00 m | Emmanouil Karalis                                                                                  | 25 juillet 2024   | Diamond League                                     | Chorzów        | [ 4 ]  |
| Saut en longueur     | 8,66 m (+1,6 m/s) | Louis Tsatoumas                                                                                    | 2 juin 2007       | Meeting international Papaflessia                  | Kalamata       | [ 5 ]  |
| Triple saut          | 17,55 m (+0,8 m/s) | Dimitrios Tsiamis                                                                                  | 18 juin 2006      | Coupe d'Europe des nations First League            | Thessalonique  |        |
| Lancer du poids      | 21,05 m | Nikolaos Skarvelis                                                                                 | 28 juin 2020      |                                                    | Scottsdale     | [ 6 ]  |
| Lancer du disque     | 64,90 m | Dimitrios Pavlidis                                                                                 | 14 avril 2023     | Kansas Relays                                      | Lawrence       | [ 7 ]  |
| Lancer du marteau    | 80,45 m | Alexandros Papadimitriou                                                                           | 9 juillet 2000    | Championnats de Grèce                              | Athènes        |        |
| Lancer du javelot    | 91,69 m | Konstadinos Gatsioudis                                                                             | 24 juin 2000      |                                                    | Kuortane       |        |
| Décathlon            | 8 069 pts | Prodromos Korkizoglou                                                                              | 1–2 juillet 2000  | Coupe d'Europe des épreuves combinées First League | Ibach          | [ 8 ]  |
| Décathlon            | 10 s 60 (+1,3 m/s) (100 m), 7,24 m (+1,1 m/s) (longueur), 14,39 m (poids), 2,01 m (hauteur), 49 s 86 (400 m) / 14 s 25 (+0,4 m/s) (110 m haies), 41,82 m (disque), 5,00 (perche), 56,93 m (javelot), 4 min 50 s 77 (1 500 m) | |                   |                                                    |                |        |
| 20 km marche (route) | 1 h 21 min 12 s | Alexandros Papamichail                                                                             | 4 août 2012       | Jeux olympiques                                    | Londres        | [ 9 ]  |
| 35 km marche (route) | 2 h 34 min 48 s | Alexandros Papamichail                                                                             | 24 juillet 2022   | Championnats du monde                              | Eugene         | [ 10 ] |
| 50 km marche (route) | 3 h 49 min 56 s | Alexandros Papamichail                                                                             | 11 août 2012      | Jeux olympiques                                    | Londres        | [ 11 ] |
| 4 × 100 m            | 38 s 61 | Équipe nationale Vasilios Seggos Alexios Alexopoulos Yeóryios Panayiotópoulos Christoforos Choidis | 19 juin 1999      | Coupe d'Europe des nations                         | Paris          |        |
| 4 × 400 m            | 3 min 2 s 21 | Équipe nationale Dimitrios Regas Georgios Doupis Dimítrios Grávalos Periklis Iakovakis             | 24 juin 2007      | Coupe d'Europe des nations                         | Munich         |        |

### Femmes
| Épreuve              | Record | Athlète | Date | Compétition | Lieu | Réf.   |
| -------------------- | --- | --- | --- | --- | --- | ------ |
| 100 m                | 10 s 83 (+0,1 m/s) | Ekateríni Thánou | 22 août 1999 | Championnats du monde | Séville |        |
| 200 m                | 22 s 67 (+0,9 m/s) | Ekateríni Kóffa | 16 juin 1996 | Championnats de Grèce | Athènes | [ 12 ] |
| 400 m                | 50 s 45 | María Belibasáki | 11 août 2018 | Championnats d'Europe | Berlin | [ 13 ] |
| 800 m                | 1 min 59 s 79 | María Papadopoúlou | 14 juin 2005 | Meeting d'Athènes | Athènes | [ 14 ] |
| 1 500 m              | 4 min 05 s 63 | Konstadína Efedáki | 17 juillet 2004 | Meeting de Atletismo Madrid | Madrid |        |
| 3 000 m              | 8 min 53 s 95 (i) | Konstadína Efedáki | 18 février 2005 | Birmingham Indoor Grand Prix | Birmingham | [ 15 ] |
| 5 000 m              | 15 min 04 s 03 | María Protópappa | 25 août 2006 | Memorial Van Damme | Bruxelles |        |
| 10 000 m             | 31 min 36 s 16 | Alexi Pappas | 12 août 2016 | Jeux olympiques | Rio de Janeiro | [ 16 ] |
| Semi-marathon        | 1 h 11 min 52 s | Ouranía Reboúli | 10 juillet 2016 | Championnats d'Europe | Amsterdam | [ 17 ] |
| Marathon             | 2 h 33 min 40 s | María Polizou | 23 août 1998 | Championnats d'Europe | Budapest |        |
| 100 mètres haies     | 12 s 64 (+0,4 m/s) | Voúla Patoulídou | 6 août 1992 | Jeux olympiques | Barcelone |        |
| 400 mètres haies     | 52 s 77 | Faní Halkiá | 22 août 2004 | Jeux olympiques | Athènes | [ 18 ] |
| 3 000 m steeple      | 9 min 30 s 72 | Iríni Kokkinaríou | 13 juillet 2008 | Meeting d'Athènes | Athènes | [ 19 ] |
| Saut en hauteur      | 2,03 m | Níki Bakoyiánni | 3 août 1996 | Jeux olympiques | Atlanta |        |
| Saut à la perche     | 4,91 m | Ekateríni Stefanídi | 6 août 2017 | Championnats du monde | Londres | [ 20 ] |
| Saut en longueur     | 7,03 m (+0,6 m/s) | Níki Xánthou | 18 août 1997 | | Bellinzone |        |
| Triple saut          | 15,32 m (+0,9 m/s) | Hrysopiyí Devetzí | 21 août 2004 | Jeux olympiques | Athènes | [ 21 ] |
| Lancer du poids      | 19,10 m | Iríni Terzóglou | 14 juin 2003 | | Trikala |        |
| Lancer du disque     | 67,72 m | Ekateríni Vóngoli | 10 juin 2004 | Championnats de Grèce | Athènes | [ 12 ] |
| Lancer du marteau    | 72,10 m | Stilianí Papadopoúlou | 20 juillet 2008 | | Nikíti |        |
| Lancer du javelot    | 67,51 m | Miréla Manjani | 30 septembre 2000 | Jeux olympiques | Sydney |        |
| Heptathlon           | 6 235 pts | Aryiró Stratáki | 27–28 mai 2006 | Hypo-Meeting | Götzis |        |
| Heptathlon           | 13 s 93 (-1,2 m/s) (100 m haies), 1,76 m (hauteur), 13,81 m (poids), 24 s 60 (+0,5 m/s) (200 m) / 6,34 m (+0,7 m/s) (longueur), 45,16 m (javelot), 2 min 15 s 09 (800 m) | 13 s 93 (-1,2 m/s) (100 m haies), 1,76 m (hauteur), 13,81 m (poids), 24 s 60 (+0,5 m/s) (200 m) / 6,34 m (+0,7 m/s) (longueur), 45,16 m (javelot), 2 min 15 s 09 (800 m) | 13 s 93 (-1,2 m/s) (100 m haies), 1,76 m (hauteur), 13,81 m (poids), 24 s 60 (+0,5 m/s) (200 m) / 6,34 m (+0,7 m/s) (longueur), 45,16 m (javelot), 2 min 15 s 09 (800 m) | 13 s 93 (-1,2 m/s) (100 m haies), 1,76 m (hauteur), 13,81 m (poids), 24 s 60 (+0,5 m/s) (200 m) / 6,34 m (+0,7 m/s) (longueur), 45,16 m (javelot), 2 min 15 s 09 (800 m) | 13 s 93 (-1,2 m/s) (100 m haies), 1,76 m (hauteur), 13,81 m (poids), 24 s 60 (+0,5 m/s) (200 m) / 6,34 m (+0,7 m/s) (longueur), 45,16 m (javelot), 2 min 15 s 09 (800 m) | [ 22 ] |
| 20 km marche (route) | 1 h 28 min 12 s | Antigóni Drisbióti | 12 février 2023 | | Melbourne | [ 23 ] |
| 35 km marche (route) | 2 h 41 min 58 s | Antigóni Drisbióti | 22 juillet 2022 | Championnats du monde | Eugene | [ 24 ] |
| 4 × 100 m            | 43 s 07 | Équipe nationale María Tsoni Ekateríni Kóffa Marína Vasarmídou Ekateríni Thánou                                                                                          | 18 juin 1997 | Jeux méditerranéens | Bari |        |
| 4 × 400 m            | 3 min 26 s 33 | Équipe nationale Ólga Kaidantzí Hrísoula Goudenoúdi Haríklia Boudá Faní Halkiá                                                                                           | 20 juin 2004 | Coupe d'Europe des nations | Bydgoszcz |        |

## Salle

### Hommes
| Discipline       | Performance    | Athlète                                                                  | Compétition                    | Lieu      | Date               |
| ---------------- | -------------- | ------------------------------------------------------------------------ | ------------------------------ | --------- | ------------------ |
| 60 m             | 6 s 50         | Harálabos Papadiás                                                       | Championnats du monde en salle | Paris     | 7 mars 1997        |
| 200 m            | 20 s 62        | Alexis Alexopoulos                                                       |                                | Le Pirée  | 11 février 1996    |
| 400 m            | 46 s 36        | Konstantinos Kenteris                                                    |                                | Le Pirée  | 13 février 1999    |
| 800 m            | 1 min 48 s 64  | Konstadínos Nakópoulos                                                   | Vienna Indoor Classic          | Vienne    | 28 janvier 2014    |
| 1 500 m          | 3 min 39 s 63  | Panagiotis Papoulias                                                     |                                | Le Pirée  | 1er février 1998   |
| 3 000 m          | 7 min 43 s 66  | Panagiotis Papoulias                                                     |                                | Le Pirée  | 21 février 1998    |
| 5 000 m          | 19 min 08 s 74 | Papamichail Alexandros                                                   |                                | [[]]      | 13 février 2016    |
| 60 m haies       | 7 s 59         | Konstadinos Douvalidis                                                   | Meeting de Metz                | Metz      | 9 février 2020     |
| Saut en hauteur  | 2,35 m         | Lambros Papakostas                                                       | Championnats du monde en salle | Barcelone | 12 mars 1995       |
| Saut à la perche | 6.05m          | Emmanouíl Karalís                                                        | Championnats du monde en salle | Nankin    | 22 mars 2025       |
| Saut en longueur | 8,55 m         | Miltiadis Tentoglou                                                      | Championnats du monde en salle | Belgrade  | 18 mars 2022       |
| Triple saut      | 17,12 m        | Dimitrios Tsiamis                                                        |                                | Athènes   | 18 février 2006    |
| Lancer du poids  | 20,38 m        | Nicholas Scarvelis                                                       | Larry Wieczorek Invitation     | Iowa City | 18 janvier 2020    |
| Heptathlon       | 6 032 points   | Prodromos Korkizoglou                                                    |                                | Le Pirée  | 11-12 février 2000 |
| 4 × 400 m        | 3 min 10 s 16  | Georgios Ikonomidis Dimitrios Giepos Georgios Doupis Stilianos Dimotsios | Championnats du monde en salle | Lisbonne  | 10 mars 2001       |

### Femmes
| Discipline       | Performance   | Athlète                                                                  | Compétition                                                   | Lieu               | Date                         |
| ---------------- | ------------- | ------------------------------------------------------------------------ | ------------------------------------------------------------- | ------------------ | ---------------------------- |
| 60 m             | 6 s 96        | Ekaterini Thanou                                                         | Championnats du monde en salle                                | Maebashi           | 7 mars 1999                  |
| 200 m            | 22 s 71       | Katerina Koffa                                                           | Pireaus Athina                                                | Le Pirée           | 21 février 1998              |
| 400 m            | 51 s 68       | Fani Halkia                                                              | Championnats du monde en salle                                | Budapest           | 6 mars 2004                  |
| 800 m            | 2 min 02 s 08 | Eleni Filandra                                                           | Championnats de Grèce en salle                                | Le Pirée           | 4 février 2012               |
| 1 500 m          | 4 min 08 s 73 | Konstantina Efentaki                                                     | Sparkassen Cup                                                | Stuttgart          | 29 janvier 2005              |
| 3 000 m          | 8 min 53 s 95 | Konstantina Efentaki                                                     | Birmingham Indoor Grand Prix                                  | Birmingham         | 18 février 2005              |
| 5 000 mètres     |               |                                                                          |                                                               |                    |                              |
| 60 m haies       | 7 s 91        | Flora Redoumi                                                            | Championnats du monde en salle                                | Budapest           | 7 mars 2004                  |
| Saut en hauteur  | 1,96 m        | Niki Bakoyianni                                                          | Championnats de Grèce en salle Championnats d'Europe en salle | Le Pirée Stockholm | 11 février 1996 10 mars 1996 |
| Saut à la perche | 4,90 m        | Ekaterini Stefanidi                                                      | Millrose Games                                                | New York           | 20 février 2016              |
| Saut en longueur | 6,91 m        | Niki Xanthou                                                             | Meeting Pas de Calais                                         | Liévin             | 16 février 1997              |
| Triple saut      | 14,84 m       | Hrysopiyí Devetzí                                                        | Championnats des Balkans en salle                             | Peania             | 4 mars 2003                  |
| Lancer du poids  | 19,03 m       | Kalliopi Ouzouni                                                         |                                                               | Le Pirée           | 22 janvier 2000              |
| Pentathlon       | 4 550 points  | Aryiro Strataki                                                          | Championnats de Grèce en salle                                | Athènes            | 4 février 2007               |
| 4 × 400 m        | 3 min 32 s 88 | Eleftheria Papadopoulou Hrisoula Goudenoudi Yeoryia Koumnaki Fani Halkia | Championnats du monde en salle                                | Budapest           | 7 mars 2004                  |